# 工藤壮人
工藤 壮人（くどう まさと、1990年5月6日 - 2022年10月21日）は、東京都出身の元プロサッカー選手。選手時代のポジションはフォワード、ミッドフィールダー。元日本代表。

## 来歴

### プロ入り前
杉並区で生まれ、2歳で足立区に転居した。兄の影響で3歳頃からボールを蹴り始め、小学4年生から柏レイソルのアカデミーに加入。高校は日体大柏高校に通った。柏レイソルユースでは吉田達磨の指導の下、後にプロ入りする酒井宏樹、指宿洋史、仙石廉、武富孝介、山﨑正登、比嘉厚平、島川俊郎、畑田真輝らと共にプレー。地中海国際サッカートーナメント、ビジャレアル国際ユースサッカー大会といった海外遠征を経験し、第32回日本クラブユースサッカー選手権では決勝まで勝ち進み、工藤自らも大会得点王に輝いた。

### 柏レイソル
2009年（平成21年）、酒井、仙石、武富、山崎、比嘉と共にトップチームへ昇格。U-10世代から9年間一貫して下部組織に所属した選手の昇格は、柳澤隼に次いでクラブ史上2人目であった。同年10月7日、J1第29節・FC東京戦で公式戦初出場を果たす。
2010年（平成22年）3月21日、J2第3節・アビスパ福岡戦で公式戦初得点を記録。同年、U-21日本代表に選出され、広州アジア競技大会で金メダルを獲得した。リーグ戦では計10得点を記録し、工藤が得点を挙げた試合では不敗だった（8試合7勝1分）。
チームがJ1へ復帰した2011年（平成23年）は、序盤こそ北嶋秀朗、田中順也ら好調なフォワード陣の陰に隠れたが、シーズン後半戦から出場機会を増やし、リーグ戦計7得点を記録。Jリーグ史上初となる昇格初年度でのJ1優勝に貢献した。2011 FIFAクラブワールドカップでも3試合に出場し、オークランド・シティFC戦で得点を挙げた。
2012年（平成24年）、U-23日本代表としてロンドン五輪アジア最終予選・バーレーン戦に招集されたが、工藤の出場機会はなく、五輪代表メンバーにも選出されなかった。一方、クラブではエースとしての地位を築き、J1第19節・セレッソ大阪戦でハットトリックを達成するなど、チームトップのリーグ戦計13得点を挙げる活躍を見せた。第92回天皇杯でも準々決勝大宮アルディージャ戦、準決勝横浜F・マリノス戦と立て続けに決勝点を挙げ、決勝のガンバ大阪戦では累積警告のため出場停止となったが、クラブ37年ぶりの天皇杯優勝に大きく貢献した。
2013年（平成25年）、自ら直訴する形で北嶋秀朗の背番号「9」を受け継いだ。先制点を挙げたJ1第12節・セレッソ大阪戦で逆転負けを喫し、デビュー以来続いていたリーグ戦の「不敗神話」記録は28試合でストップしたが、リーグ中断期間を前に12試合8得点（ACLを含め20試合13得点）と開幕から好調なパフォーマンスを続け、同年5月23日、日本代表に初選出された。7月21日、東アジアカップ2013中国戦で国際Aマッチ初出場。後半16分に初得点を記録した。同大会では全3試合に出場し、日本代表の初優勝に貢献した。リーグ戦、国内カップ戦、ACLを並行して戦い、代表戦を含めた総出場時間は9月の時点で既に前年を上回るという過酷なスケジュールを強いられる中、各大会でゴールを量産。ヤマザキナビスコカップ決勝・浦和レッズ戦では、自らの決勝点によりクラブを優勝へ導き、大会MVPに選出された。リーグ戦でも累積警告による出場停止1試合を除く全33試合に出場し、得点ランキング5位タイの19得点を記録（カップ戦、代表戦を含めると、56試合出場29得点）。これにより、北嶋が保持していたクラブ日本人最多得点記録（18得点）を更新した。
2014年（平成26年）、チーム編成の事情から右サイドでプレーすることが多く、守備の負担が増えたため、リーグ戦の得点は前年の半分以下となる7得点に留まった。終盤戦は先発から外れる機会もあったものの、自身初となるリーグ戦全試合出場と、同年のJリーグフェアプレー個人賞受賞を果たした。
2015年（平成27年）7月19日、J1 2ndステージ第3節・川崎フロンターレ戦でJ1通算53得点目のゴールを決め、北嶋秀朗を上回りクラブの歴代最多得点者となった。

### バンクーバー・ホワイトキャップス
2015年12月29日、メジャーリーグサッカーのバンクーバー・ホワイトキャップスに完全移籍することが発表された。5月9日、第10節・ポートランド・ティンバーズ戦で移籍後初得点をあげて、MLSの公式ホームページで「チーム・オブ・ザ・ウィーク」に選出された。だが5月11日に行われたシカゴ・ファイアーFC戦で、相手GKと交錯して顎の骨を折る重傷を負い、2か月間離脱。年間成績は17試合2得点だった。

### サンフレッチェ広島F.C
2017年（平成29年）より、サンフレッチェ広島へ完全移籍。背番号はJリーグ規定で最大の番号である「50」。4月7日、第6節・ガンバ大阪戦では得点を決めてチームの初勝利に貢献したものの、このシーズンは18試合3得点と不振にあえぐ。翌年は背番号を「9」に替え、心機一転臨んだが、前年よりさらに少ない12試合1得点にとどまった。

### レノファ山口FC
2019年、レノファ山口FCに期限付き移籍。27試合4得点と結果を残せず1年で期限付き移籍期間満了を迎え、広島からは今後の移籍先について契約交渉中である事が発表された。

### ブリスベン・ロアーFC
山口退団後はオーストリア2部のSKアウストリア・クラーゲンフルト、ポーランド2部のザグウェンビエ・ソスノビエツ のトライアルに参加するも不合格。2020年7月のインタビューではドイツ4部、チェコ2部のクラブの練習に参加したが不合格となった事を明かした。
その後は現役続行を念頭に 母校である日本体育大学柏高等学校の練習に参加。
2020年（令和2年）12月10日、ブリスベン・ロアーFCへの入団が発表された。しかし、加入半年で14試合1ゴール、先発出場はわずか3試合に留まり、2021年8月7日に双方合意の下に契約を解除。

### テゲバジャーロ宮崎
2022年（令和4年）、J3リーグに所属するテゲバジャーロ宮崎へ加入。
開幕戦から先発出場し、第2節・ギラヴァンツ北九州戦、第3節・SC相模原戦にて移籍後初得点を含む2試合連続得点を記録。第5節まで先発出場を続けた後、一時ベンチ外となったが第10節・福島ユナイテッドFC戦からは再び出場機会を得て、9月25日の第26節・FC今治戦までリーグ戦16試合連続出場し、その内2試合を除いて全て先発出場であった。

## 突然の死去
2022年10月2日、練習時間外に体調不良を訴え、その日に行われたアウェイ北九州戦は17試合ぶりにベンチ入りメンバーから外れた。翌3日に医療機関を受診した結果、水頭症との診断を受けた。11日に手術を行ったが、容態が悪化し17日から集中治療室（ICU）での治療に推移。18日、病状について公表された。
その後も治療を続けていたが、同年10月21日14時50分、入院先の病院で死去、32歳没。
一報を受け古巣の柏・広島・山口の各クラブが哀悼の意を表したほか、バンクーバー・ホワイトキャップスやブリスベン・ロアーの公式サイトも追悼コメントを寄せた。
死去翌日の10月22日、宮崎はアウェイで藤枝MYFCとの試合があったが、髙﨑康嗣監督は移動中に訃報を知らされ、チームメイトには宿舎で伝えられた。試合には宮崎の選手が背番号9のシャツを着用し、黙祷を捧げた。
また、同日に国立競技場で開催された2022JリーグYBCルヴァンカップ決勝は工藤の古巣・広島とセレッソ大阪の対戦だったが、広島ベンチには工藤の名前が入った背番号9のユニフォームが掲げられ、キックオフ前には黙祷が捧げられたほか、両チームのサポーターがゴール裏に工藤を悼む横断幕を掲げた。試合は広島が逆転勝利し、広島での戦友である佐々木翔や青山敏弘、塩谷司、柏の育成組織の後輩にあたる川浪吾郎らが工藤への思いを語り、GKの大迫敬介はSNSで工藤のユニフォームに優勝メダルを添えて勝利を報告した。

## プレースタイル
高い決定力と多彩なゴールパターンを持つストライカーで、工藤自身「武器は何ですか？という問いを投げられると困ってしまう」と発していることでパワー、スピード、テクニックといった面で際立った長所は無いが、その分鋭い洞察力と戦術眼でゲームの情勢を読み取り、相手ディフェンスとの駆け引きの中から得点機会を作り出す能力に長けていた。
体を張ったポストプレーや献身的な守備も持ち味で、チーム事情によってはサイドハーフも務めていた。柏時代には指揮官のネルシーニョから工藤の守備意識と戦術理解度の高さを評価され右サイドバックで起用されたこともある。

## エピソード
- プロ野球・阪神タイガースの大ファン[52]。
- 柏時代のチャントは、フジテレビ系列で放送されていたコント番組『ダウンタウンのごっつええ感じ』から誕生したコミックソング「エキセントリック少年ボウイのテーマ」の替え歌である[53]。
- 2013年9月10日、高校時代から交際していた埼玉県在住の一般女性と入籍した[54][55]。2018年12月15日に長女が誕生した[56]。
- 日本プロサッカー選手会（JPFA）は、工藤壮人の家族をサポートするために2023年1月23日から「工藤壮人選手ありがとうオークション」を開催。日本代表選手などからスパイクシューズの提供を受けた[57]。

## 所属クラブ
- 2000年 - 2002年：柏レイソルU-12（足立区立保木間小学校）
- 2003年 - 2005年：柏レイソルU-15（足立区立六月中学校）
- 2006年 - 2008年：柏レイソルU-18（日本体育大学柏高等学校）
- 2009年 - 2015年：柏レイソル
- 2016年：バンクーバー・ホワイトキャップス
- 2017年 - 2020年：サンフレッチェ広島F.C
  - 2019年：レノファ山口FC（期限付き移籍）
- 2020年 - 2021年：ブリスベン・ロアーFC
- 2022年：テゲバジャーロ宮崎

## 個人成績
| 国内大会個人成績 | 国内大会個人成績 | 国内大会個人成績 | 国内大会個人成績 | 国内大会個人成績 | 国内大会個人成績 | 国内大会個人成績 | 国内大会個人成績 | 国内大会個人成績 | 国内大会個人成績 | 国内大会個人成績 | 国内大会個人成績 |
| 年度             | クラブ           | 背番号           | リーグ           | リーグ戦         | リーグ戦         | リーグ杯         | リーグ杯         | オープン杯       | オープン杯       | 期間通算         | 期間通算         |
| 年度             | クラブ           | 背番号           | リーグ           | 出場             | 得点             | 出場             | 得点             | 出場             | 得点             | 出場             | 得点             |
| 日本             | 日本             | 日本             | 日本             | リーグ戦         | リーグ戦         | リーグ杯         | リーグ杯         | 天皇杯           | 天皇杯           | 期間通算         | 期間通算         |
| ---------------- | ---------------- | ---------------- | ---------------- | ---------------- | ---------------- | ---------------- | ---------------- | ---------------- | ---------------- | ---------------- | ---------------- |
| 2009             | 柏               | 36               | J1               | 3                | 0                | 0                | 0                | 2                | 0                | 5                | 0                |
| 2010             | 柏               | 19               | J2               | 27               | 10               | -                | -                | 2                | 1                | 29               | 11               |
| 2011             | 柏               | 19               | J1               | 25               | 7                | 2                | 0                | 3                | 2                | 30               | 9                |
| 2012             | 柏               | 19               | J1               | 33               | 13               | 4                | 2                | 5                | 2                | 42               | 18               |
| 2013             | 柏               | 9                | J1               | 33               | 19               | 4                | 2                | 2                | 0                | 39               | 21               |
| 2014             | 柏               | 9                | J1               | 34               | 7                | 10               | 4                | 2                | 0                | 46               | 11               |
| 2015             | 柏               | 9                | J1               | 34               | 10               | 2                | 1                | 3                | 0                | 39               | 11               |
| カナダ           | カナダ           | カナダ           | カナダ           | リーグ戦         | リーグ戦         | リーグ杯         | リーグ杯         | オープン杯       | オープン杯       | 期間通算         | 期間通算         |
| 2016             | バンクーバー     | 9                | MLS              | 17               | 2                | 0                | 0                | 0                | 0                | 17               | 2                |
| 日本             | 日本             | 日本             | 日本             | リーグ戦         | リーグ戦         | リーグ杯         | リーグ杯         | 天皇杯           | 天皇杯           | 期間通算         | 期間通算         |
| 2017             | 広島             | 50               | J1               | 18               | 3                | 4                | 1                | 3                | 3                | 25               | 7                |
| 2018             | 広島             | 9                | J1               | 12               | 1                | 5                | 2                | 2                | 2                | 19               | 5                |
| 2019             | 山口             | 19               | J2               | 27               | 4                | -                | -                | 2                | 1                | 29               | 5                |
| オーストラリア   | オーストラリア   | オーストラリア   | オーストラリア   | リーグ戦         | リーグ戦         | リーグ杯         | リーグ杯         | FFA杯            | FFA杯            | 期間通算         | 期間通算         |
| 2020-21          | ブリスベン       | 9                | Aリーグ          | 14               | 1                | -                | -                | 0                | 0                | 14               | 1                |
| 日本             | 日本             | 日本             | 日本             | リーグ戦         | リーグ戦         | リーグ杯         | リーグ杯         | 天皇杯           | 天皇杯           | 期間通算         | 期間通算         |
| 2022             | 宮崎             | 9                | J3               | 21               | 3                | -                | -                | -                | -                | 21               | 3                |
| 通算             | 日本             | 日本             | J1               | 192              | 60               | 31               | 12               | 22               | 9                | 245              | 81               |
| 通算             | 日本             | 日本             | J2               | 54               | 14               | -                | -                | 4                | 2                | 58               | 16               |
| 通算             | 日本             | 日本             | J3               | 21               | 3                | -                | -                | -                | -                | 21               | 3                |
| 通算             | カナダ           | カナダ           | MLS              | 17               | 2                | 0                | 0                | 0                | 0                | 17               | 2                |
| 通算             | オーストラリア   | オーストラリア   | Aリーグ          | 14               | 1                | -                | -                | 0                | 0                | 14               | 1                |
| 総通算           | 総通算           | 総通算           | 総通算           | 298              | 80               | 31               | 12               | 26               | 11               | 385              | 103              |

その他の公式戦
- 2013年
  - スーパーカップ 1試合0得点

| 国際大会個人成績 | 国際大会個人成績 | 国際大会個人成績 | 国際大会個人成績 | 国際大会個人成績 | FIFA      | FIFA      |
| 年度             | クラブ           | 背番号           | 出場             | 得点             | 出場      | 得点      |
| AFC              | AFC              | AFC              | ACL              | ACL              | クラブW杯 | クラブW杯 |
| ---------------- | ---------------- | ---------------- | ---------------- | ---------------- | --------- | --------- |
| 2011             | 柏               | 19               | -                | -                | 3         | 1         |
| 2012             | 柏               | 19               | 6                | 0                | -         | -         |
| 2013             | 柏               | 9                | 12               | 6                | -         | -         |
| 2015             | 柏               | 9                | 8                | 4                | -         | -         |
| CONCACAF         | CONCACAF         | CONCACAF         | CONCACAF CL      | CONCACAF CL      | -         | -         |
| 2016-17          | バンクーバー     | 9                | 2                | 1                | -         | -         |
| 通算             | AFC              | AFC              | 26               | 10               | 3         | 1         |
| 通算             | CONCACAF         | CONCACAF         | 2                | 1                | -         | -         |

その他の国際公式戦
- 2014年
  - スルガ銀行チャンピオンシップ2014 1試合0得点
- 2015年
  - AFCチャンピオンズリーグ2015 プレーオフ 1試合0得点

### 出場歴
- 公式戦・Jリーグ初出場 - 2009年10月7日 J1第29節 FC東京戦（味の素スタジアム）
- 公式戦・Jリーグ初得点 - 2010年3月21日 J2第3節 アビスパ福岡戦 （日立柏サッカー場）
- 国際Aマッチ初出場・初得点 - 2013年7月21日 東アジアカップ2013 中国戦 （ソウルワールドカップ競技場）

## タイトル

### クラブ
柏レイソル
- J1リーグ（2011年）
- Jリーグカップ（2013年）
- 天皇杯 JFA 全日本サッカー選手権大会（2012年）
- FUJI XEROX SUPER CUP（2012年）
- Jリーグカップ/コパ・スダメリカーナ王者決定戦（2014年）
- J2リーグ（2010年）

### 代表
U-21日本代表
- アジア競技大会（2010年）

日本代表
- 東アジアカップ（2013年）

### 個人
- 第32回日本クラブユースサッカー選手権大会 得点王（2008年）
- Jリーグカップ MVP（2013年）
- Jリーグフェアプレー個人賞（2014年）

## 代表歴

### 出場大会
- U-16日本代表
  - 2006年 : モンテギュー国際大会
- U-21日本代表
  - 2010年 : アジア競技大会
- U-23日本代表
  - 2012年 : ロンドン五輪・アジア最終予選
- 日本代表
  - 2013年 : 東アジアカップ2013

### 試合数
- 国際Aマッチ 4試合 2得点（2013年）

| 日本代表 | 国際Aマッチ | 国際Aマッチ |
| 年       | 出場        | 得点        |
| -------- | ----------- | ----------- |
| 2013     | 4           | 2           |
| 通算     | 4           | 2           |

### 出場
| No. | 開催日        | 開催都市 | スタジアム                 | 対戦国         | 結果 | 大会                       |
| --- | ------------- | -------- | -------------------------- | -------------- | ---- | -------------------------- |
| 1.  | 2013年7月21日 | ソウル   | ソウルワールドカップ競技場 | 中国           | △3-3 | 東アジアカップ2013         |
| 2.  | 2013年7月25日 | 華城     | 華城総合運動場             | オーストラリア | ○3-2 | 東アジアカップ2013         |
| 3.  | 2013年7月28日 | ソウル   | ソウルオリンピック主競技場 | 韓国           | ○2-1 | 東アジアカップ2013         |
| 4.  | 2013年9月6日  | 大阪     | 大阪長居スタジアム         | グアテマラ     | ○3-0 | キリンチャレンジカップ2013 |

### ゴール
| No. | 開催日        | 開催都市 | スタジアム                     | 対戦国     | 結果 | 大会                       |
| --- | ------------- | -------- | ------------------------------ | ---------- | ---- | -------------------------- |
| 1.  | 2013年7月21日 | ソウル   | ソウルワールドカップスタジアム | 中国       | △3-3 | 東アジアカップ2013         |
| 2.  | 2013年9月6日  | 大阪     | 大阪長居スタジアム             | グアテマラ | ○3-0 | キリンチャレンジカップ2013 |